# Истимна
Истимна́ (араб. الاستمناء‎ — букв. вывод спермы‎) — в исламском праве мастурбация (онанизм) мужчин и женщин. В целом шариат выступает против этой привычки, считая этот способ удовлетворения сексуальных потребностей ненормальным и противоречащим естеству человека. Некоторые мусульманские правоведы (среди них Ибн Аббас и Ахмад ибн Ханбаль) допускали мастурбацию при определённых условиях и строго запрещали, если человек мастурбирует только ради получения удовольствия и по привычке. Мастурбация женщин оценивается так же, как мастурбация мужчин. Наказание за мастурбацию в шариате не предусмотрено, но человек в мусульманском обществе заслуживает упрёка.

## Положение мастурбации
Мастурбация не направлена на зачатие потомства и имеет своей целью только получение сексуального удовлетворения. Исламские учёные считают, что холостяк, снимающий таким образом сексуальное напряжение, откладывает вступления в брак и препятствует получению удовольствия от полового акта, что они расценивают как вред. Естественным способом снятия напряжения считается поллюция.
Несмотря на то, что в первых аятах суры аль-Муминун имеется запрет на все иные способы сексуального удовлетворения, кроме как с законными жёнами и принадлежащими хозяину наложницами, не все мусульманские богословы считают, что мастурбация запрещена Кораном. Имеющиеся хадисы о мастурбации не имеют той степени достоверности, которая позволяла обосновать запретность.
Мусульманские правоведы (факихи) давали оценку по трём вопросам относительно мастурбации:
- получение удовлетворения от руки постороннего мужчины или женщины;
- получение удовлетворения от руки супруга или супруги;
- получение удовлетворения от своей руки[4].

По вопросу мастурбации от руки постороннего мужчины или женщины факихи вынесли абсолютный запрет (харам), так как смотреть и касаться половых органов постороннего мужчины и женщины запрещено. Мастурбация мужу от руки жены или жене от руки мужа дозволена (халяль). Что же касается получения удовлетворения от своих рук мужчиной или женщиной, то мусульманские правоведы в этом вопросе не пришли к единому мнению.

### Запрет
Большинство исламских правоведов (аш-Шафии, ат-Табари, аль-Куртуби, Ибн Кайим аль-Джаузия и др.), высказавшихся о запретности (харам) мастурбации, аргументировали это кораническим аятом: «…которые оберегают свои половые органы от всех, кроме своих жён или невольниц, которыми овладели их десницы, за что они не заслуживают порицания, тогда как желающие сверх этого являются преступниками».
Вахба аз-Зухайли принял очень жёсткую позицию, назвав мастурбацию одной из форм прелюбодеяния (зина).

### Дозволенность
Некоторые богословы, в числе которых имам Ахмад и Ибн Хазм, рассматривали мужское семя как естественное выделение человеческого тела, которое ничем не отличается от других выделений. По их мнению, мастурбация разрешена точно так же, как разрешено кровопускание (хиджама).
Те богословы, которые считали мастурбацию дозволенной (мубахом) ставили для этого определенные условия:
1. если молодой человек вынужден прибегнуть к мастурбации из страха совершить прелюбодеяние;
2. если у мужчины нет жены или невольницы, а жениться ему не позволяет его материальное положение;
3. для снятия сексуального напряжения, которое не снимается даже поллюциями.
4. если человек не может соблюдать пост (уразу)[10].

Однако даже те правоведы, которые разрешали мастурбацию, считают, что к такому роду действий зрелый верующий не должен испытывать интереса. Запрещена мастурбация, совершаемая для развращения и без крайней необходимости.
Слишком частое занятие мастурбацией запрещено по причине якобы наличествующего «вреда» здоровью и опасности его совершения для полного сексуального удовлетворения, а не для ослабления сексуального напряжения.

### Обязанность
Из шариатского правила «из двух зол выбирается меньшее» следует, что если человек уверен, что если он не будет заниматься мастурбацией, то совершит прелюбодеяние, то мастурбация в этом случае становится для него обязательной (ваджиб).

## Рекомендации исламских богословов
По мнению исламских богословов, для того, чтобы избавиться от этой дурной привычки, необходимо соблюдать следующие действия:
- соблюдение поста (ураза)[12];
- умеренность в еде и питье;
- потупление взора и отстранение от всего возбуждающего[5];
- дружба с хорошими и праведными людьми[13];
- выделение бо́льшего количества времени молитвам и другим актам поклонения;
- занятие каким-нибудь делом, которое будет отвлекать от мыслей о сексе[14];
- избегание тех мест, где мужчины и женщины находятся в физическом контакте[5].